# A Red Letter Day
«A Red Letter Day» (с англ. — «Красный день календаря») - песня британской поп-группы Pet Shop Boys, записанная совместно с Московским Хором. В 1997 году она была выпущена синглом, который попал в верхнюю десятку британского музыкального чарта, достигнув девятого места. В США сингл этой песни был выпущен вместе с синглом «Somewhere», однако он провалился в американских чартах.

## Список композиций

### CD 1 (Parlophone) / CDRS 6452
1. «A Red Letter Day» (4:33)
2. «The Boy Who Couldn't Keep His Clothes On» (5:45)
3. «Delusions Of Grandeur» (5:00)
4. «A Red Letter Day» (Moscow Remix) (5:34)

### CD 2 (Parlophone) / CDRS 6452
1. «A Red Letter Day» (Trousers Autoerotic Decapitation Mix) (9:59)
2. «A Red Letter Day» (Motiv 8 12" Master Mix) (6:54)
3. «A Red Letter Day» (Basement Jaxx Vocal Mix) (6;47)
4. «A Red Letter Day» (PSB Extended Edit) (5:35)
5. «A Red Letter Day» (Trouser Enthusiasts Congo Dongo Dubstrumental) (8:01)

### UK Cassette Single
1. A Red Letter Day (4:33)
2. «The Boy Who Couldn't Keep His Clothes On» (5:45)

## Высшие позиции в чартах
| Страна, чарт   | Высшая позиция |
| -------------- | -------------- |
| Великобритания | 9              |
| Финляндия      | 18             |
| Швеция         | 30             |
| Германия       | 55             |